# Crail Airfield

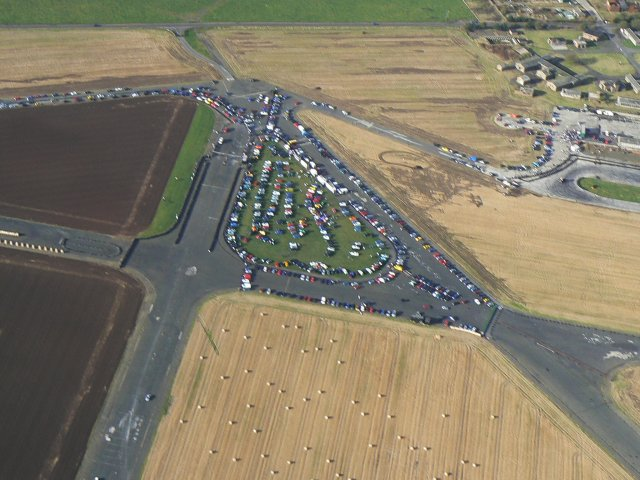
Crail Airfield

Das Crail Airfield ist ein ehemaliger Militärflugplatz nahe der schottischen Ortschaft Crail in der Council Area Fife.

## Geschichte
Der Militärflugplatz wurde im Juli 1918 und damit gegen Ende des Ersten Weltkriegs eröffnet. Er diente als Schulungszentrum der Royal Air Force für die Flugzeugtypen Avro 504 und Royal Aircraft Factory F.E.2. Unter anderem nutzten das No. 104 Squadron RAF sowie das US-amerikanische 120th Aero Squadron den Flugplatz. 1919, nach Kriegsende, wurde das Crail Airfield geschlossen.
Nach Ausbruch des Zweiten Weltkriegs wurde die Anlage am 1. Oktober 1940 reaktiviert. Sie diente abermals als Trainingseinrichtung der britischen Luftwaffe unter anderem für die Modelle Fairey Albacore und Fairey Swordfish. Auf Grund der Nähe zum Firth of Forth mit der Kooperationsmöglichkeit mit dort stationierten Schiffen der Royal Navy, wurde vorrangig auch auf das Training von Torpedoabwürfen abgezielt. Das No. 770 Squadron RAF gehörte zu jenen Einheiten, die über einen längeren Zeitraum hinweg am Crail Airfield stationiert waren. Nach Kriegsende verblieb noch das No. 780 Squadron RAF bis zum Beginn des Jahres 1947 am Standort, um dort Instrumentenflugtrainings durchzuführen.
Zwischenzeitlich der britischen Kriegsmarine zugeschlagen, wurde das Crail Airfield fortan als HMS Bruce weitergeführt. Für zwei Jahre diente es als Schule für den militärischen Nachwuchs. In den 1950er Jahren nutzte die Black Watch den Flugplatz, aber auch das St Andrews University Air Squadron führte von dort aus Flüge mit de Havilland Canada Chipmunks durch. Zwischen 1956 und 1960 befand sich die Joint Services School of Linguists am Standort. Sie bildete in den Sprachen der Warschauer-Pakt-Staaten aus, vornehmlich in Russisch, Polnisch und Tschechisch. Anschließend wurde die Einrichtung geschlossen. Heute wird die Anlage als Crail Raceway für Automobilveranstaltungen genutzt.

## Bauwerke

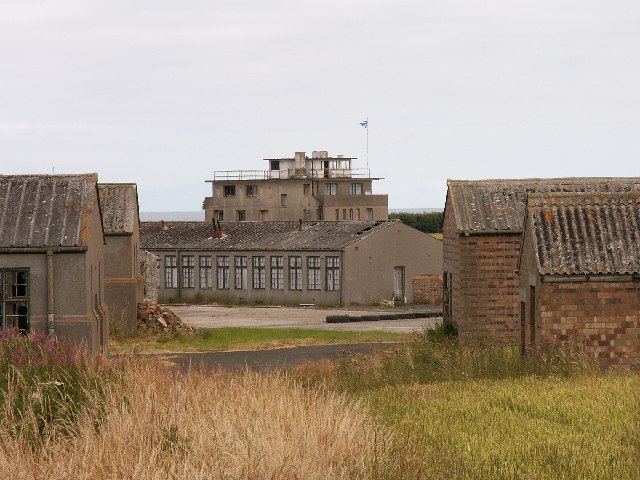
Gebäude auf dem Crail Airfield

Das Crail Airfield liegt direkt an der Nordküste des Firth of Forth, rund 1,5 km östlich von Crail. Die heute erhaltenen Gebäude entstammen fast ausnahmslos der Wiedereröffnung zu Zeiten des Zweiten Weltkriegs. Sämtliche erhaltenen Gebäude genießen Denkmalschutz. Zusätzlich zu den zahlreichen Denkmälern der Kategorien B und C, sind mit dem ehemaligen Trainingsgebäude, dem Trainingsgebäude für Torpedoangriffe, dem Tower und dem Reparaturhangar vier Gebäude als Einzeldenkmäler der höchsten Denkmalkategorie A klassifiziert. Der Südteil mit den Landebahnen ist als Scheduled Monument geschützt.
Der Flugplatz verfügt über vier Landebahnen mit Längen zwischen 900 m und 1,2 km.